# Gutierre-Muñoz (kommunhuvudort)
Gutierre-Muñoz är en kommunhuvudort i Spanien.   Den ligger i provinsen Provincia de Ávila och regionen Kastilien och Leon, i den centrala delen av landet, 100 km nordväst om huvudstaden Madrid. Gutierre-Muñoz ligger 886 meter över havet och antalet invånare är 119.
Terrängen runt Gutierre-Muñoz är platt. Runt Gutierre-Muñoz är det mycket glesbefolkat, med 7 invånare per kvadratkilometer. Närmaste större samhälle är Arévalo, 11,2 km nordväst om Gutierre-Muñoz. Trakten runt Gutierre-Muñoz består till största delen av jordbruksmark.